# Chouxia sorindeioides
Chouxia sorindeioides är en kinesträdsväxtart som beskrevs av René Paul Raymond Capuron. Chouxia sorindeioides ingår i släktet Chouxia och familjen kinesträdsväxter. Inga underarter finns listade i Catalogue of Life.